# Cotesia congregata
Cotesia congregata là một loài tò vò ký sinh. Chi này được đặc biệt chú ý khi sử dụng polydnavirus. Parasitoids là khác biệt với ký sinh trùng thực sự trong đó một parasitoid cuối cùng sẽ giết chết vật chủ của nó hoặc nếu không khử trùng nó.

## Vòng đời
Cá thể tò vò trưởng thành đẻ trứng của chúng trong ấu trùng sâu sừng thuốc lá (Manduca sexta) ở tuổi (instar) thứ 2 hoặc thứ 3 (mỗi instar là một giai đoạn giữa lột xác, tức là instar thứ hai là giai đoạn sống sau lần đầu tiên và trước khi lột xác thứ hai) và ở cùng thời gian tiêm virus cộng sinh vào trong hemocoel của vật chủ cùng với một số nọc độc. Các loại virus đánh rơi các phản ứng phòng thủ nội bộ của sâu sừng. Trứng nở trong hemocoel vật chủ trong vòng hai đến ba ngày và đồng thời giải phóng các tế bào đặc biệt từ thanh mạc của trứng. Những tế bào đặc biệt này, được gọi là teratocytes, phát triển thành những tế bào khổng lồ có thể nhìn thấy bằng mắt thường. Các teratocyte tiết ra các hormon có tác dụng song song với virus và nọc độc ong để bắt giữ sự phát triển của vật chủ. Sau khi nở trong sâu bướm, ấu trùng ong sẽ trải qua 2 lần lột xác trong hemocoel của sâu bướm chủ và sau 12 đến 16 ngày sau khi đẻ trứng, ấu trùng thứ ba sẽ xuất hiện từ sâu bướm và kén quay từ đó ong trưởng thành bay khoảng 4 đến 8 ngày sau.